# Hoya lucyae
Hoya lucyae är en oleanderväxtart som beskrevs av Kloppenb. och Siar. Hoya lucyae ingår i släktet Hoya och familjen oleanderväxter. Inga underarter finns listade i Catalogue of Life.